# Cap 44 - Grands moulins de Loire
Le Cap 44 est une ancienne minoterie industrielle situé sur le quai Saint-Louis du port de Nantes dans le quartier de Chantenay, à Nantes. 
Il a été construit en 1894 en béton armé, par le procédé de François Hennebique, alors révolutionnaire pour l’époque.
Témoin de l’histoire de ce quartier industrialo-portuaire, il a été soumis aux évolutions du travail au long des XIXe siècle et XXe siècle. Sa position en bord de Loire est évocatrice de l’histoire qui lie Nantes à son fleuve : son activité était liée à une filière « amont » constituée des exploitations céréalières qui fournissaient le blé et d’une filière « aval » qui était celle de la diffusion de la farine pour l’alimentation et la fabrication de produits alimentaires (pâtes, pains, biscuits etc.,).
Aujourd’hui, le quartier de Chantenay est l’objet d’un projet urbain qui passe notamment par une reconquête des rives. Une concertation citoyenne portant sur l’avenir du bâtiment entraîne actuellement une réhabilitation de ce lieu. Les habitants du quartier ont été amenés à répondre à deux questions : « Quels usages imagineriez-vous sur le site CAP 44 – les grands moulins de Loire ? Et quel niveau de transformation du bâtiment ces usages induiraient-ils, en cohérence avec l’aménagement du secteur de la carrière dans sa globalité ? ».

## Historique

### 1871-1886 Le site avant le batiment actuel

#### Minoterie et raffinerie de sucre
En 1781, à l’emplacement de l’actuel CAP 44, se trouve la minoterie de Mr Beconnais, et dès 1818, dans un second bâtiment une raffinerie de sucre de canne est installée. Celle-ci fut reprise par la société Louis Say et Compagnie entre 1825 et 1830.

#### Minoterie des Sècheries
Avant 1830, Chantenay est un quartier fortement rural, mais de nombreuses implantations industrielles s’installent et le transforment progressivement en un espace urbain dès 1830.
En 1842, la société Thebaud et Compagnie devient propriétaire des deux bâtiments. Elle les transforme alors en une minoterie, la minoterie des Sècheries, et en une boulangerie. Cette dernière, produit des biscuits de mer - les papiers à en-tête précisant « biscuit de luxe » - et du pain. La minoterie, par ses nombreux dépôts à Nantes et la grande quantité de farines produites, régule alors le prix du pain dans la ville. Mais, le 4 juin 1886, un incendie détruit entièrement la minoterie. Les murs s’écroulent et le bâtiment n’est pas reconstruit.

### 1895-1897 l'usine de la piperie (bâtiment actuel)
En 1895, Paul Perraud, meunier entreprenant originaire d’Issé, en Loire-Atlantique, achète le terrain et implante une nouvelle minoterie ; l’usine de la Piperie. Celle-ci est alors à la pointe de la technologie puisqu’elle utilise des machines à cylindres qui remplacent les meules en France, dès 1887. Plus performantes, elles entraînent une augmentation considérable de la production de farine. Cette nouvelle minoterie est placée sur la rive droite de la Loire dans le quartier de Chantenay. Elle alimente en farine la biscuiterie LU et les nombreuses boulangeries avoisinantes. Son emplacement est stratégique.
Effectivement, le fort développement industriel des années 1850, entraîne une amélioration des réseaux de circulation pour le transport des matières premières et des produits manufacturés. En 1851, la ligne de chemin de fer d’Orléans à Nantes est achevée. En 1857, elle est prolongée jusqu’à Saint-Nazaire en passant par Chantenay. Placée le long des quais, la voie ferroviaire est un facteur d’implantation des usines le long des bords de Loire puisqu’elles sont ainsi reliées au fleuve et au transport maritime et desservies par le train.
Par ailleurs, les pouvoirs publics nivellent, macadamisent les chemins et procèdent à des alignements de rues.
L’usine de la Piperie, du nom de la rue qu’elle borde, est donc implantée en 1895, aux croisements de ces trois voies de circulation : La Loire, la voie ferrée Paris-Le Croisic et une voie routière.

#### Le bâtiment François-Hennebique
Au XIXe siècle, l’usage du métal est omniprésent dans la construction, cependant la recherche pour des planchers incombustibles en vue de diminuer les risques d’incendies entraîne François Hennebique à associer le fer et le béton ; ce qui a aussi l’avantage de réduire les dépenses.
Le bâtiment est donc construit en béton armé suivant le procédé Hennebique, du nom de son inventeur. Il est dessiné par les architectes nantais Léon Lenoir, Paul Etève et Louis Albin Raoulx, associés aux ingénieurs Sée de Lille, concessionnaires du procédé Hennebique. 
Ce procédé permet de répondre aux problématiques d’incendies, récurrents dans les minoteries.
Hennebique développe fortement son réseau d’influence en réalisant des constructions majeures dans les régions dans lesquelles il souhaite s'implanter. Il s’aide de la presse en reprenant les chantiers qui font suite à des incendies. Concernant l’usine de la piperie, il confie  : « Voici la construction qui m’amena un peu de notoriété », en 1899, lors du troisième Congrès du béton armé. Les Moulins de Nantes constituent le premier prototype d’une réalisation à grande échelle et lui permettent de s’implanter en Bretagne.
Le bâtiment est ambitieux par ses dimensions ; il mesure 63 mètres de long pour 23,9 mètres de large et compte 6 niveaux selon une trame régulière de cinq travées. Le procédé Hennebique n’est pas une technique d’assemblage mais permet de relier les poteaux porteurs, poutres et dalles continûment les uns aux autres. C’est un bloc monolithique léger qui est livré. Au deuxième étage, les bureaux étaient signifiés par la présence d'un balcon filant.

#### Le fonctionnement de la minoterie
Le bâtiment ainsi constitué pouvait supporter des charges importantes et recevoir les aménagements nécessaires à la machinerie complexe de la minoterie mais aussi permettait le passage d’une ligne de chemin de fer passant derrière les docks. Ainsi, la façade nord repose sur des consoles en porte-à-faux de 4,20 mètres. Cette rue couverte en rez-de-chaussée est raccordée au train et bordée par un quai.  « Cette rue permettait le chargement de la production dans des camions hippomobiles, puis routiers, depuis les trémies du premier étage, voire du deuxième étage à l’angle nord-ouest du bâtiment. Ces trémies étaient reliées aux silos occupant verticalement quatre étages".
La position des machines induit des étages hauts qui alternent avec des étages plus bas. Deux machines à vapeur pesant chacune 7 500 kilos par mètre carré sont placées au deuxième étage dans la partie est du bâtiment. Elles sont alimentées au charbon et produisent l’énergie qui entraîne une roue à inertie de 9 mètres de diamètre qui permettait aux nombreux systèmes de transport et de distribution du grain aux étages de fonctionner.
Dans un premier temps le grain est débarrassé de ses impuretés par des passages successifs dans une série de machines (laveur-épierreur, puis, nettoyeurs-séparateurs, et enfin trieur et brosses) avant d'être stocké. Il est ensuite transporté par un système de chaîne à godets qui le fait passer entre des cylindres cannelés qui le broient. Par la suite, le blutage dans un plansichter sépare les sons et classe par taille les produits tamisés. Ceux-ci sont ensuite rebroyés de plus en plus finement jusqu'à passer dans des cylindres lisses.

### 1897-1912 silo et estacade
En 1897, Paul Perraud ajoute pour faciliter la production, un silo à grains et une estacade. Ceux-ci, construits en béton armé par les ingénieurs Sée sont situés sur l’emplacement actuel des entrepôts Saint-Louis, 200 mètres plus loin à l’ouest de la minoterie. Ainsi, les blés acheminés par voie fluviale sont stockés avant d’être transformés ou transportés vers d’autres minoteries de Nantes par petits bateaux. 
L’usine de la piperie est située dans une région productrice de blé. Sa situation près du fleuve permet aussi l’apport de blés exogènes. Elle fournit ainsi le sud Loire en céréales par sa capacité à moudre jusqu'à 400 tonnes de blés par jour.
Enfin, un transporteur souterrain mû par l’électricité dans le sous-sol de la rue de Luzançay assure la communication entre l’usine et le magasin de la Piperie.
Cet ensemble de bâtiments constitue la Société Anonyme des Moulins de Nantes. Paul Perraud endetté, la cède ; la liquidation est prononcée en 1897. 
La Société anonyme des Moulins Nantais est créée en 1899 en remplacement.

### 1912-1934 déclin de la minoterie
En 1912, les magasins et silos de la rue de la Piperie deviennent la Société anonyme des Magasins et Silos Nantais dont les actionnaires sont entre autres, la Société anonyme des Moulins Nantais. La Société anonyme des Magasins et Silos Nantais loue alors les magasins pour l’entrepôt des grains, farines et céréales et autres marchandises.
En 1921, par le regroupement des principales firmes de meunerie du département, la Société anonyme des Grands Moulins de Loire est constituée. Elle est dirigée par Auguste Laraison propriétaire des Moulins de Machecoul et de Pornic (aujourd’hui intégré au Groupe Soufflet), et rassemble les Moulins de Louis Guihot, propriétaire des Moulins de Bouvron et de Nort-sur-Erdre et celui du Quai Saint-Louis et du boulevard Victor Hugo, à Nantes, acheté en 1920. 
En 1922, 210 personnes travaillent dans les six usines, produisant quotidiennement 2 700 quintaux de blé. Ceci représente alors 70 % de la fabrication du département de la Loire-Inférieure. La société possède alors 60 000 mètres carrés de terrains industriels dont 11 000 mètres carrés bâtis.
Ainsi, le blé est débarqué au quai Saint-Louis et repart vers les minoteries par petits bateaux (Pornic) ou par wagons (Bouvron, Machecoul).
En France, dans les années 1920, les établissements les plus importants ont une capacité de production de 100 quintaux à 150 quintaux (10 000 kilos à 15 000 kilos) de blé par jour et emploient de 6 à 10 personnes. 
Cependant, Les Grands Moulins de Loire sont un échec sur le plan économique. Par sa surcapacité de production, il ne survit pas à la crise de mévente de farine de 1927 à la suite d'une trop fructueuse récolte de blé, puis à la crise économique des années 1930 qui entraîne une importante dépression économique. 
Par ailleurs, l’échec s’explique aussi par le nombre et la capacité des moulins qui augmentent considérablement pendant les années 1920, alors que la consommation de pain a diminué. 	
Enfin, en 1932, le gouvernement décide d’instaurer des coopératives et de stocker la production pour échelonner les ventes et avoir le contrôle sur le cours du blé. Une mesure de contingentement fixe alors la quantité de blé à moudre pour chaque minoterie en fonction de son équipement et interdit la création de nouveaux établissements.
En 1934 l’activité de la minoterie s’arrête définitivement.

### 1939-1972 l’entrepôt
En 1939, le matériel est démonté. En 1940, les bâtiments sont loués à la coopérative Agricole de Nantes, une centrale d’achat et de vente de 150 syndicats agricoles pour devenir des entrepôts.
En 1946, la Compagnie des Chargeurs de l’Ouest achète les magasins et les silos Nantais qui sont alors convertis en chais à vin. En 1968, absorbée par la Nouvelle Compagnie Havraise Péninsulaire, la Compagnie des Chargeurs de l’Ouest prit le nom de Société Nantaises des chargeurs de l’Ouest.

### 1972-2018 les bureaux
En 1972, les bâtiments sont vendus à la Société Civile Immobilière CAP 44 qui les convertissent en bureaux. C’est l’architecte Ferronnière de l’Atelier 44 qui est chargé de la réhabilitation : les poteaux et les dalles sont chemisés pour pouvoir répondre à la nouvelle fonction tertiaire du bâtiment. Cela permet aussi de pallier les pathologies du vieillissement du béton d’origine. Est ajouté à ce moment le bardage métallique bleu. Enfin, les allèges sont démolies et les fenêtres recalibrées selon une taille unique dans l'esprit de composition du mur rideau. Des faux plafonds sont ajoutés.
En 2010, le bâtiment est une nouvelle fois vidé, et est racheté en 2018 par Nantes Métropole Aménagement.

### Archives
- Le Béton Armé, Mai 1899, numéro 12
- Cité de l’architecture & du patrimoine - Archives d’architecture contemporaine, Fonds : Bétons armés Hennebique (BAH) : bureau technique central, Dossier : 076 Ifa 289
- Archives départementales de Loire-Atlantique, Fonds du cabinet d'architectes Ferronnière et Atelier 44, cote 168 J 956 - 957
- Archives municipales de Nantes, Série Commerce et Industrie, cote F2C21D17